# 句阳
句阳县，西汉置。治今山东菏泽市西北。汉至西晋属济阴郡。后废。

## 建制沿革

### 汉代
汉景帝中元六年（公元前144年），置句阳县，属济阴郡。
汉宣帝到汉哀帝年间，句阳曾多次被更换所属郡国
·汉宣帝甘露二年（公元前52年），济阴郡改定陶国，句阳属定陶国。
·汉宣帝甘露三年（公元前51年），改国为济阴郡，句阳属济阴郡。
·汉成帝河平二年（公园前27年），又改郡为定陶国，句阳复属定陶国。
·汉哀帝建平二年（公园前5年），复改国为济阴郡，句阳属济阴郡。

### 魏晋南北朝
·句阳在曹魏境内，仍属济阴郡。
·晋武帝时期，设济阴郡，句阳属之，如汉之旧。
·晋孝武帝时，谢玄大败苻坚于淝水，东晋复夺司豫兖徐六州之地，句阳于是复归于晋。
·南朝宋宋武帝永初年间，句阳定陶二县省入南济阴。
·宋文帝元嘉初年，北魏夺句阳、定陶等七县。
·北魏孝文帝太和十二年（公元488年），句阳县省入乘氏县，自此废。

## 史料记载
《水经注》记载：濮水又东与句渎合，渎首受濮水枝渠于句阳县东南，径句阳县故城南。《春秋》之谷丘也。《左传》以为句渎之丘矣。县处其阳，故县氏焉。

1. ↑  菏泽县志
2. ↑  水经注